# Fabrik
En fabrik (optaget ca. 1700 fra fransk fabrique, af latin fabrica, (bygnings)kunst, værksted, afledt af latin faber, håndværker) er et sted, hvor der produceres varer ved hjælp af naturlige kraftkilder så som vind- eller vandkraft. Fabrikker står i denne henseende i modsætning til manufakturer, der kun bruger muskelkraft, og industri, der bruger kunstige kraftkilder så som damp, gas, olie/diesel eller elektricitet.
Fabrikkerne spiller deres en særlig rolle i vareforædlingens historie. Indtil fremkomsten af maskiner til fremstilling henholdsvis udnyttelse af kunstige kraftkilder udgjorde netop vindkraft og vandkraft (sammen med hesterundgange og lignende) de for dette virke eneste tilgængelige ikke-menneskelige kraftkilder.
Allerede tidligt i middelalderen var man blevet klar over de muligheder, som vind og vand udgjorde, og ikke mindst ved formaling af korn spillede disse kraftkilder en væsentlig rolle. I erkendelse af værdien af disse kraftkilder blev møllernæringen på ulige vis beskyttet dels mod for megen konkurrence, dels med hensyn til sikring af beskyttelsen af disse kraftkilder. Ligeledes blev møller naturligvis genstand for beskatning.
Med tiden udvikledes metoder til udnyttelse af vandkraften inden for andre næringsgrene så som hammer- og slibemøller, stampemøller, kradsuldsfabrikker, geværfabrikker, klædefabrikker, papirfabrikker, oliemøller, krudtmøller og lignende. Især i første halvdel af 1800-tallet spillede vandkraft en betydelig rolle for fremkomsten af moderne massevarefremstilling.